# ノース・ウェールズ・コースト線
ノース・ウェールズ・コースト線はイギリスの鉄道路線である。イングランド北西部チェシャーのクルーとウェールズ北西部アングルシー島のホーリーヘッドを結んでいる。2020年現在、列車はトランスポート・フォー・ウェールズとアヴァンティ・ウェスト・コーストによって運行されている。

## 概要
アヴァンティ・ウェスト・コーストによってロンドンとの直通列車が運行されてもいるが非電化路線であり、列車は気動車を使用して運行される。乗客に旅行者が多いのが特徴である。
また、チェスター駅とソルトニー・フェリー駅の間でディー川を渡り、スランディドノ駅とコンウィ駅の間でコンウィ川を渡り、バンガー駅とスランヴァイルプール駅の間でメナイ海峡を渡り、アングルシー島に入りホーリーヘッド駅へと向かう。

## 歴史
チェスター・クルー鉄道によってクルーからチェスターの間が建設され、1840年にグランド・ジャンクション鉄道に吸収された。そして、残りの区間は1844年から1850年にかけてチェスター・ホーリーヘッド鉄道によってダブリンへの郵便路線として建設された。そして後にロンドン・アンド・ノース・ウェスタン鉄道に編入された。チェスターとソルトニーの間はシュルーズベリー・チェスター鉄道によって使用され始めたが、この会社も後にロンドン・アンド・ノース・ウェスタン鉄道に編入され、全路線が一社に統合されて今に至る。
2006年、ネットワーク・レールは当路線を修理し、それ以来第26路線として扱われている。因みにクルーの周辺にある路線（ウェスト・コースト本線）は第18路線として扱われており、チェスター周辺の路線（ウォリントン方面行含む）は第22路線として扱われ、シュールズベリーよりチェスターに向かう途中のレクサム止まりの列車は第14路線として扱われている。

## 駅一覧
抹消線がある駅は廃駅、路線は廃線である。

### 本線
| 駅名                                 | 乗換路線                                                                                  | 地域           | 地域         |
| ------------------------------------ | ----------------------------------------------------------------------------------------- | -------------- | ------------ |
| クルー駅                             | クルー-ダービー線 ウェルシュ・マーチーズ線 クルー-マンチェスター線 ウェスト・コースト本線 | チェシャー     | イングランド |
| ワールストン駅                       |                                                                                           | チェシャー     | イングランド |
| カルヴァリー駅                       |                                                                                           | チェシャー     | イングランド |
| ビーストン・キャッスル・タルボリー駅 |                                                                                           | チェシャー     | イングランド |
| タッテンホール・ロード駅             |                                                                                           | チェシャー     | イングランド |
| ウェバートン駅                       | ホイットチャーチ・アンド・タッテンホール線                                                | チェシャー     | イングランド |
| チェスター駅                         | チェスター-マンチェスター線 ミッド-チェシャー線 シュルーズベリー-チェスター線             | チェシャー     | イングランド |
| ソルトニー・フェリー駅               | モールド鉄道                                                                              | フリントシャー | ウェールズ   |
| サンディクロフト駅                   | モールド鉄道                                                                              | フリントシャー | ウェールズ   |
| クイーンズフェリー駅                 |                                                                                           | フリントシャー | ウェールズ   |
| ショットン駅                         | ボーダーランズ線（ショットン高駅）                                                        | フリントシャー | ウェールズ   |
| コナズ・キー駅                       |                                                                                           | フリントシャー | ウェールズ   |
| フリント駅                           |                                                                                           | フリントシャー | ウェールズ   |
| バギスト駅                           |                                                                                           | フリントシャー | ウェールズ   |
| ホリウェル・ジャンクション駅         | ホリウェル支線                                                                            | フリントシャー | ウェールズ   |
| モスティン駅                         |                                                                                           | フリントシャー | ウェールズ   |
| タレイカー駅                         |                                                                                           | フリントシャー | ウェールズ   |
| プレタティン駅                       |                                                                                           | デンビーシャー | ウェールズ   |
| リル駅                               | ヴェール・オブ・クルーイド鉄道                                                            | デンビーシャー | ウェールズ   |
| キンメル・ベイ・ホールト駅           |                                                                                           | コンウィ       | ウェールズ   |
| アルベグレ&ペンサルン駅              |                                                                                           | コンウィ       | ウェールズ   |
| コルウィン・ベイ駅                   |                                                                                           | コンウィ       | ウェールズ   |
| モホドレ駅                           |                                                                                           | コンウィ       | ウェールズ   |
| スランディドノ・ジャンクション駅     | コンウィ・ヴァレー線 スランディドノ支線                                                   | コンウィ       | ウェールズ   |
| コンウィ駅                           |                                                                                           | コンウィ       | ウェールズ   |
| ペンマインマウル駅                   |                                                                                           | コンウィ       | ウェールズ   |
| スランバイルペハン駅                 |                                                                                           | コンウィ       | ウェールズ   |
| アベル駅                             |                                                                                           | グウィネズ     | ウェールズ   |
| バンガー駅                           | ベゼスダ支線 カーナボンシア鉄道                                                           | グウィネズ     | ウェールズ   |
| メナイ・ブリッジ駅                   |                                                                                           | グウィネズ     | ウェールズ   |
| スランヴァイルプール駅               |                                                                                           | グウィネズ     | ウェールズ   |
| ガイルウエン駅                       | アングルシー・セントラル鉄道                                                              | グウィネズ     | ウェールズ   |
| ボドオルガン駅                       |                                                                                           | グウィネズ     | ウェールズ   |
| タイ・クロイス駅                     |                                                                                           | グウィネズ     | ウェールズ   |
| ロスナイグル駅                       |                                                                                           | グウィネズ     | ウェールズ   |
| ヴァレー駅                           |                                                                                           | グウィネズ     | ウェールズ   |
| ホーリーヘッド駅                     | ダブリン、ダン・レアリー方面への海路                                                      | グウィネズ     | ウェールズ   |

### スランディドノ支線
全区間がウェールズ、コンウィに所在する。
| 駅名                             | 乗換路線                                                |
| -------------------------------- | ------------------------------------------------------- |
| スランディドノ・ジャンクション駅 | コンウィ・ヴァレー線 ノース・ウェールズ・コースト線本線 |
| デガヌイ駅                       |                                                         |
| スランディドノ駅                 |                                                         |